# クンストハレ
クンストハレ（独: Kunsthalle）とは、芸術分野の展覧会を行うための、美術館を指して、ドイツ語圏で使われる用語である。その地域のクンストフェライン（独: Kunstverein、芸術家や収集家などで構成される芸術協会）が地方自治体などの公的な支援、個人や各財団の助成などを受けて運営している非営利的な施設であることが多い。作品の購入と所蔵、展示を行う美術館（クンストムゼウム、独: Kunstmuseum）に対して、クンストハレの多くは独自のコレクションを持たない。しかしハンブルクやブレーメン、カールスルーエなどのクンストハレはその豊かなコレクションで有名であり、コレクションの有無によってムゼウムとクンストハレを区別する事は現在では適切ではなく、各施設の名称の違いには設立の歴史的経緯が影響されていると考えられる。
日本の水戸芸術館や森美術館など、独自のコレクションを持たずに展覧会や催物の会場として使用される施設はドイツ語圏ではアウスシュテルングスハレ（独: Ausstellungshalle）と呼ばれ、ボンの連邦美術館が有名である。

## 各地のクンストハレ

### オーストリア
- クレムス・クンストハレ Kunsthalle Krems (財団経営)
- クンストハレ・ヴィーン ミュージアムクォーター参照 (公営)

### ベルギー
- ロッペム美術館 Kunsthalle Lophem

### フランス
- La Kunsthalle Mulhouse, アルザス

### ドイツ
- バーデン・バーデン美術館 Kunsthalle Baden-Baden (州立)
- ビーレフェルト美術館（英語版）  (公立、所蔵品による常設展あり)
- ボン美術館 Kunsthalle Bonn (国立)
- ブレーメン美術館 公式サイト (ブレーメン芸術協会が運営、所蔵品による常設展あり)
- ブレーメルハーフェン美術館 Kunsthalle Bremerhaven (ブレーメルハーフェン芸術協会が運営)
- ダルムシュタット美術館 Kunsthalle Darmstadt (ダルムシュタット芸術協会が運営)
- デュッセルドルフ美術館（英語版） (公立)
- エムデン美術館 Kunsthalle in Emden (財団経営、所蔵品による常設展あり)
- エアフルト美術館 Kunsthalle Erfurt (自治体と芸術協会の共同運営)
- シルン美術館 (公立)
- ゲッピンゲン美術館 Kunsthalle Göppingen (自治体と芸術協会の共同運営)
- フリデリシアヌム・カッセル美術館 Kunsthalle Fridericianum Kassel (公立)
- キール美術館 Kunsthalle zu Kiel (州立、所蔵品による常設展あり)
- ハンブルク美術館 Hamburger Kunsthalle (州立、所蔵品による常設展あり)
- カールスルーエ州立美術館 Staatliche Kunsthalle Karlsruhe (州立、所蔵品による常設展あり)
- ライプツィヒ貯蓄銀行美術館 Kunsthalle der Sparkasse Leipzig (財団経営)
- リンゲン芸術協会美術館 Kunsthalle Kunstverein Lingen (芸術協会運営)
- マンハイム市立美術館 公式サイト (公立、常設展もある)
- ニュルンベルク美術館（英語版） (公立)
- チュービンゲン美術館 Kunsthalle Tübingen (自治体と財団の共同運営、所蔵品もあるが展示の機会は少ない)
- ヴィルヘルムスハーフェン美術館 Kunsthalle Wilhelmshaven (自治体と芸術協会の共同運営)
- ウルム、クンストハレ・バイスハウプト  (財団経営、主にコレクションによる展示)

### スイス
- バーゼル・クンストハレ（英語版） (芸術協会の運営) バーゼル市立美術館とは別
- ベルン美術館 (芸術協会の運営)
- ガレン新美術館 Neue Kunst Halle St. Gallen (財団経営)
- チューリヒ美術館 (自治体と芸術協会の共同運営)

### 日本
- 水戸芸術館現代美術ギャラリー
- 国立新美術館